# Saltvíkurhnúkar
Saltvíkurhnúkar är en bergstopp i republiken Island. Den ligger i regionen Norðurland eystra, 290 km nordost om huvudstaden Reykjavík. Toppen på Saltvíkurhnúkar är 360 meter över havet.
Trakten runt Saltvíkurhnúkar är nära nog obefolkad, med mindre än två invånare per kvadratkilometer. Närmaste större samhälle är Húsavík, nära Saltvíkurhnúkar. Trakten runt Saltvíkurhnúkar består i huvudsak av gräsmarker.